# Yevgeni Safonov
Yevgeni Safonov (ros. Сафонов Евгений Александрович, ur. 27 sierpnia 1977) – uzbecki piłkarz występujący podczas kariery na pozycji bramkarza. Były reprezentant Uzbekistanu - w barwach narodowych wystąpił 25 razy.

## Kariera klubowa
Swoją karierę rozpoczął w Doʻstlik Yangibozor. Spędził tam 3 sezony - w dwóch pierwszych zajął z klubem dwukrotnie 4. miejsce w lidze, natomiast w sezonie 1998 uplasowali się na ósmej pozycji w tabeli. Przez te 3 lata zanotował tam 48 występy. Sezon 1999 spędził w Dinamie Samarkanda. Zajęli 5. miejsce w lidze, a sam Safonov zanotował 26 występów ligowych. Po sezonie zdecydował się na występy w barwach rosyjskiego Szynnika Jarosław. Dwa pierwsze sezony (2000 i 2001) spędzili w Pierwyj diwizion - drugim poziomie rozgrywkowym. W 2001 udało się wywalczyć awans do rosyjskiej ekstraklasy. Występował tam jeszcze przez 5 sezonów, a najlepszym zdobytym miejscem w lidze było piąte w sezonie 2003. Po spadku drużyny w 2006 zdecydował się odejść do Urału Jekaterynburg. Później grał także w FK Ryazan i w kazachskim Megasport Ałmaty. Karierę zakończył po sezonie 2011, który rozegrał w klubie Dinamo Samarkanda.

## Kariera reprezentacyjna
Safonov zadebiutował w reprezentacji Uzbekistanu w roku 1999. Znalazł się w kadrze Uzbekistanu na Puchar Azji 2004, gdzie zaliczył 3 występy. Karierę reprezentacyjną zakończył w 2006 roku, notując łącznie 25 spotkań.
| Reprezentacja | Rok     | Mecze | Bramki |
| ------------- | ------- | ----- | ------ |
| Uzbekistan    |         |       |        |
| 1999          | 3       | 0     |        |
| 2001          | 5       | 0     |        |
| 2003          | 4       | 0     |        |
| 2004          | 4       | 0     |        |
| 2005          | 5       | 0     |        |
| 2006          | 4       | 0     |        |
| Ogólnie       | Ogólnie | 25    | 0      |